# 伊藤鈴三郎
伊藤 鈴三郎（いとう すずさぶろう、1905年（明治38年）11月16日 - 1986年（昭和61年）2月12日 ）は、日本の実業家。松坂屋社長、日本百貨店協会会長を務めた。

## 来歴・人物
15代目・伊藤次郎左衞門祐民の3男として愛知県名古屋市に生まれる。16代目・伊藤次郎左衞門祐茲は兄。
1929年に慶應義塾大学経済学部を経て、1933年にロンドン大学経済学部を卒業。同年9月に松坂屋監査役に就任し、1950年4月に取締役、1957年に副社長に昇進する。

### 松坂屋社長
1967年10月、16代目は65歳で社長を退き、会長に就任した。長男の洋太郎（伊藤次郎左衞門祐洋）はまだ35歳と若く、会社を任せるには時期尚早だったので、副社長の鈴三郎を社長に登用した。16代目は「君臨すれども統治せず」という姿勢をとったが、鈴三郎は社長就任と同時に、「これからは松坂屋の社長は君臨のみならず統治も行う」と宣言した。そして、役員を大幅に入れ替え、東京重視の姿勢を打ち出し、「10ヵ年で店舗数、売上高とも倍増する」という目標を掲げて、これを8年で達成するという快挙を成し遂げた。また日本百貨店協会会長に就任すると日本小売業協会の発足に奔走し、業界でも高く評価された。しかし、1980年、16代目は任期半ばの弟・鈴三郎に辞任を迫り、長男・洋太郎を社長の座に据える。鈴三郎は取締役相談役に退き、1981年5月に相談役となる。
このほか、中部日本放送取締役なども歴任した。
1986年2月12日、心不全で死去。80歳没。